# 鏡中条橋

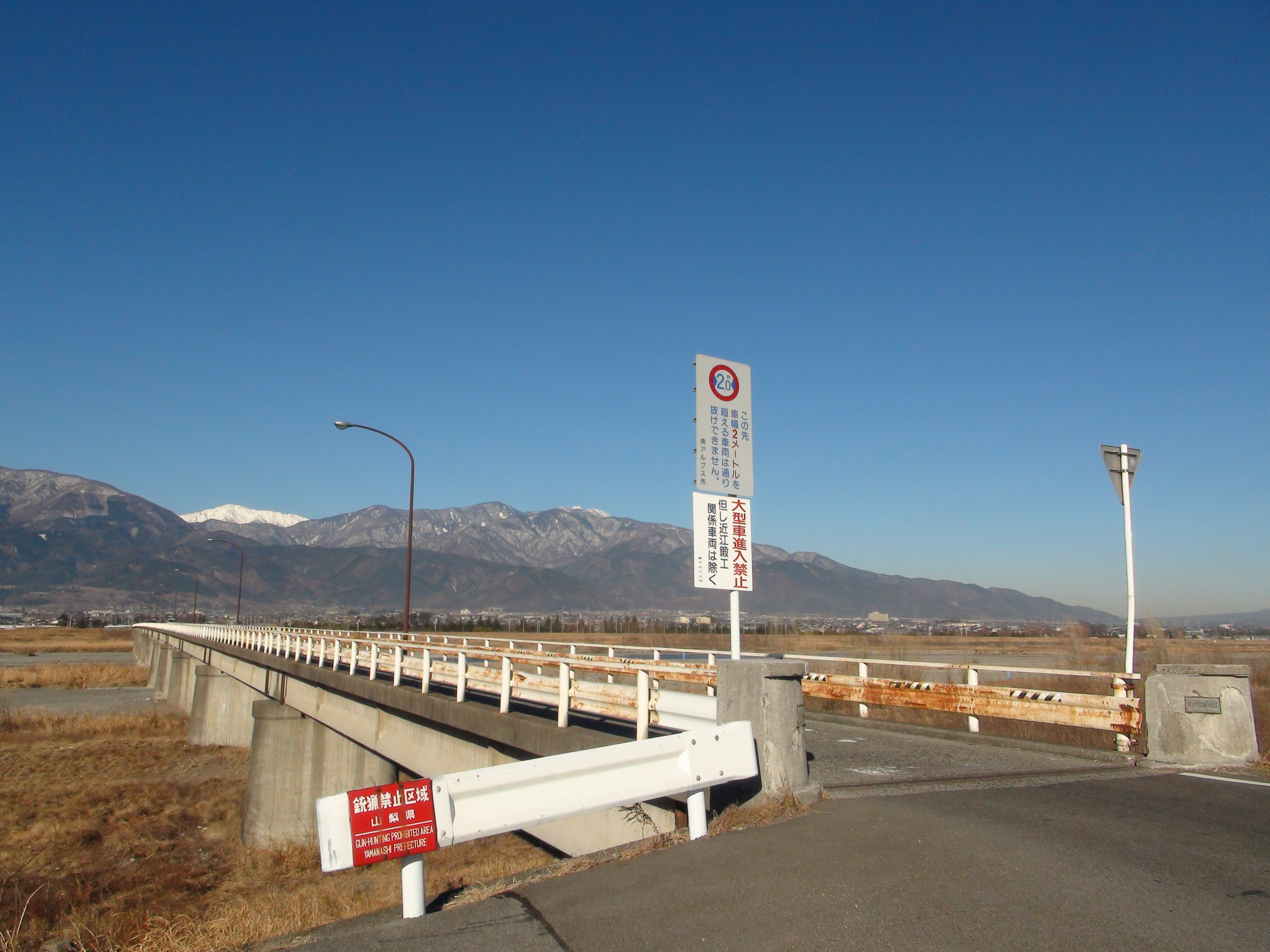
鏡中条橋（2013年1月29日撮影）左岸の中央市側より撮影。正面左側に見える雪山は北岳。

鏡中条橋（かがみなかじょうばし）は、山梨県南アルプス市と中央市を結ぶ、釜無川（富士川）に架かる橋である。

## 沿革
甲斐国志の中で「釜無川ニ沿フ渡場アリ、中郡筋ノ山神村に渡ル冬春仮橋ヲ架ス」とあり、この地域は渇水期は架橋、それ以外の時期は渡し船を使い渡河されたとある。
明治時代になるとこの地域に永久橋を架ける運動が活発になったが、日本三大急流の1つである富士川は増水するとたちまち氾濫することや予算の都合で架橋は先延ばしの状態であったが、開国橋が架け替えられた際使われていた古い木材を使用し1927年（昭和2年）にようやく架橋された。しかし間もなく富士川が氾濫すると流失、1937年（昭和12年）に再架橋されたがこちらも再び流失した。その後も流失しては修復されてきたが、1959年（昭和34年）に発生し、富士川河口に上陸した台風7号や同年9月に猛威を振るった伊勢湾台風により完全に流失した。1960年（昭和35年）に再建したがわずか5年後の1965年（昭和40年）に発生した台風第24号により再び流されるなど何度も流失を受けている。流失が頻発化した原因として当時富士川水系上流にある広瀬ダムや大門ダムといった治水ダムが未完成であったため戦後も増水・氾濫に悩まされたことに加え、これまで架けられた鏡中条橋はいずれも木造であり、強度に難があったことなどが挙げられる。
1965年の流失後、再度架橋される際は木造ではなく鉄筋コンクリート構造とし、1967年（昭和42年）に開通した。その後丈夫になった橋と上流に相次いでダムが完成したことにより流失することなく現在に至っている。

## 諸元
- 全長:465m
- 幅員:4m
- 往復2車線

幅員が4mと幅1.7m程度の自家用自動車がようやく対面通行できる程度で、橋には待避所も存在しない。また歩道も存在しないことから歩行者や自転車での通行には非常に危険を伴う。東岸に山梨県流通センターや釜無工業団地があるが幅2mを超える中型自動車および大型自動車の対面通行は不可能であるためこの橋を避け北側の開国橋または南側の釜無川大橋を利用する。